# Bill Hogenson
William P. Hogenson, detto Bill (Chicago, 26 ottobre 1884 – Chicago, 14 ottobre 1965), è stato un velocista statunitense.

## Carriera
Prese parte ai Giochi olimpici di Saint Louis 1904 e si posizionò al terzo posto sia nei 100 metri piani che nei 200 metri piani, in entrambi i casi alle spalle dei connazionali Archie Hahn e Nate Cartmell; conquistò la medaglia d'argento nei 60 metri piani, ancora una volta dietro Archie Hahn.

## Palmarès
| Anno | Manifestazione  | Sede        | Evento    | Risultato | Prestazione          | Note |
| ---- | --------------- | ----------- | --------- | --------- | -------------------- | ---- |
| 1904 | Giochi olimpici | Saint Louis | 60 metri  | Argento   | 7"2                  |      |
| 1904 | Giochi olimpici | Saint Louis | 100 metri | Bronzo    | 11"2                 |      |
| 1904 | Giochi olimpici | Saint Louis | 200 metri | Bronzo    | n/d (batteria: 22"8) |      |